# Mark Flekken
Mark Maria Hubertus Flekken (sinh ngày 13 tháng 6 năm 1993) là một cầu thủ bóng đá chuyên nghiệp người Hà Lan thi đấu ở vị trí thủ môn cho câu lạc bộ Brentford tại  Premier League và đội tuyển quốc gia Hà Lan.

## Danh hiệu
SC Freiburg
- Á quân DFB-Pokal: 2021–22[2]